# Hofanlage Sankt-Magnus-Straße 65
Die Hofanlage Sankt-Magnus-Straße 65 in der niedersächsischen Stadt Ritterhude, Ortsteil Platjenwerbe, stammt aus der Mitte des 18. Jahrhunderts. Aktuell (2025) wird sie wohl landwirtschaftlich genutzt.
Die Gebäude stehen unter Denkmalschutz (siehe auch Liste der Baudenkmale in Ritterhude).

## Geschichte und Beschreibung
Platjenwerbe (Platte Warft) wurde erstmals 1595 genannt und hat aktuell als Ortsteil über 2000 Einwohner.
Die Hofanlage im Westen des Ortes besteht aus
- dem eingeschossigen traufständigen Wohn- und Wirtschaftsgebäude von 1765 (Inschrift) als Zweiständer-Hallenhaus in Fachwerk mit Steinausfachungen und reetgedecktem Krüppelwalmdach mit Schleppgauben und Uhlenloch sowie der Grooten Door mit Korbbogen; der Wohngiebel wurde um 1900 ohne Walm massiv in Backstein ersetzt,[2]
- der traufständigen Scheune von um 1850 in Fachwerk mit Steinausfachungen und reetgedecktem Walmdach, Giebeldreieck mit senkrechter Verbretterung, Wände teilweise massiv ersetzt,[3]
- dem traufständigen Stall von um 1900 in Backstein mit ziegelgedecktem Satteldach.[4]

Das Landesdenkmalamt befand u. a.: „… regionstypisches Hallenhaus in Zweiständerkonstruktion …“